# Sam Thaiday

a Compétitions nationales et continentales officielles uniquement.

b Matchs officiels uniquement.
Sam Thaiday, né le 12 juin 1985 à Sydney (Australie), est un joueur de rugby à XIII australien évoluant au poste de deuxième ligne dans les années 2000 et 2010. il fait ses débuts en National Rugby League avec les Brisbane Broncos, club auquel il est toujours fidèle depuis 2003 et a conquis le titre en 2006. Il prend part également au State of Origin avec le Queensland depuis 2006, et est également appelé en sélection d'Australie avec laquelle il remporte le titre de champion du monde en 2013.

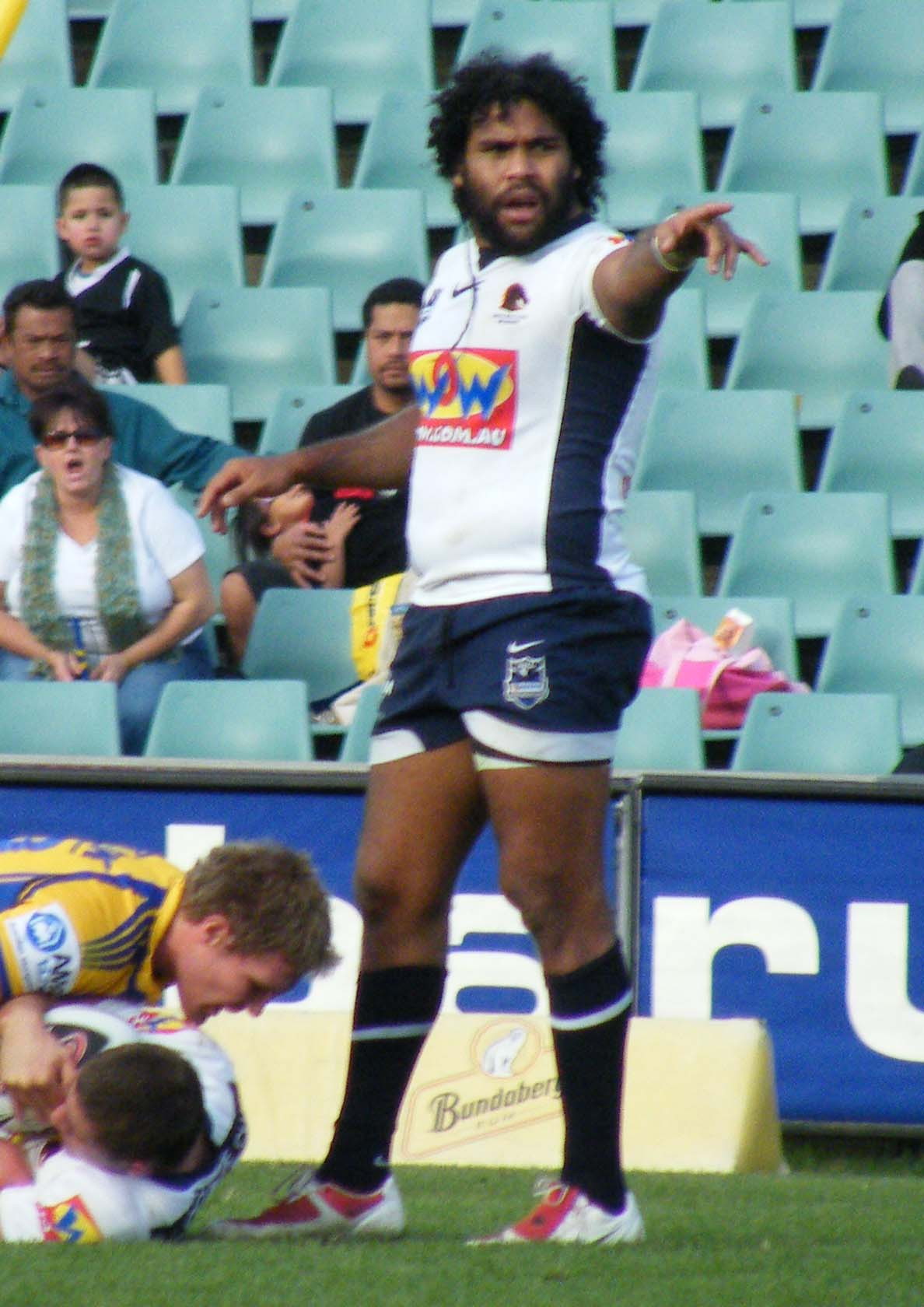
Sam Thaiday le 28 juillet 2009 à Sydney

## Palmarès
- Collectif :
  - Vainqueur de la Coupe du monde : 2013.
  - Vainqueur du Tournoi des Quatre Nations : 2006, 2009, 2011 et 2016.
  - Vainqueur de la National Rugby League : 2006 (Brisbane Broncos).

## Détails

### En club
| Saison                 | Club                   | Compétition            | Matchs | Points | Essais | Buts | Drop |
| ---------------------- | ---------------------- | ---------------------- | ------ | ------ | ------ | ---- | ---- |
| 2003                   | Brisbane Broncos       | National Rugby League  | 1      | 0      | 0      | 0    | 0    |
| 2004                   | Brisbane Broncos       | National Rugby League  | 9      | 0      | 0      | 0    | 0    |
| 2005                   | Brisbane Broncos       | National Rugby League  | 14     | 4      | 1      | 0    | 0    |
| 2006                   | Brisbane Broncos       | National Rugby League  | 20     | 8      | 2      | 0    | 0    |
| 2007                   | Brisbane Broncos       | National Rugby League  | 16     | 6      | 1      | 1    | 0    |
| 2008                   | Brisbane Broncos       | National Rugby League  | 22     | 32     | 8      | 0    | 0    |
| 2009                   | Brisbane Broncos       | National Rugby League  | 23     | 12     | 4      | 0    | 0    |
| 2010                   | Brisbane Broncos       | National Rugby League  | 22     | 8      | 2      | 0    | 0    |
| 2011                   | Brisbane Broncos       | National Rugby League  | 21     | 12     | 3      | 0    | 0    |
| 2012                   | Brisbane Broncos       | National Rugby League  | 21     | 16     | 4      | 0    | 0    |
| 2013                   | Brisbane Broncos       | National Rugby League  | 21     | 8      | 2      | 0    | 0    |
| 2014                   | Brisbane Broncos       | National Rugby League  | 19     | 16     | 4      | 0    | 0    |
| 2015                   | Brisbane Broncos       | National Rugby League  | 23     | 8      | 2      | 0    | 0    |
| 2016                   | Brisbane Broncos       | National Rugby League  | 22     | 16     | 4      | 0    | 0    |
| Total Brisbane Broncos | Total Brisbane Broncos | Total Brisbane Broncos | 253    | 146    | 36     | 1    | 0    |